# Eligma neumanni
Eligma neumanni är en fjärilsart som beskrevs av Rothschild 1924. Eligma neumanni ingår i släktet Eligma och familjen trågspinnare. Inga underarter finns listade i Catalogue of Life.